# Elson Longo da Silva
Elson Longo da Silva (São Paulo, 31 de maio de 1941) é um pesquisador brasileiro, membro titular da Academia Brasileira de Ciências na área de Ciências Químicas desde 7 de maio de 2013.
Elson Longo da Silva nasceu em São Paulo no bairro do Pari, em 1942. Ingressou no curso de graduação em química em 1966, na faculdade de filosofia ciências e letras de Araraquara. Morou em Presidente Prudente e lá com apenas 13 anos de idade já atendia os telefones da rádio Prudente e se tornou um renomado jornalista da região. Anos depois veio a se tornar o secretario de redação de um jornal chamado "O Imparcial".
Com a vinda do golpe de 1964 sua carreira jornalística teve que ser interrompida pois o mesmo fazia parte do PSB (Partido Socialista Brasileiro), aconselhado por seu pai um militar da cavalaria da força publica, foi a São Paulo para não sofrer perseguição, mais tarde começou sua vida de professor ao dar aulas de matemática e ciências no ensino médio em um colégio estadual.
É o diretor do Centro de Desenvolvimento de Materiais Funcionais, um CEPID da FAPESP  e professor do Departamento de Química da Universidade Federal de São Carlos.

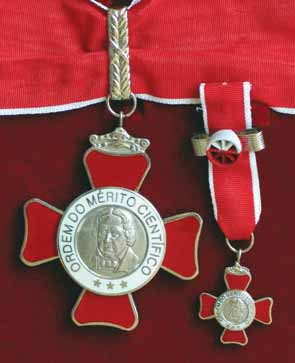
Ordem Nacional Mérito Científico a Elson Longo em 2018

Foi condecorado com a comenda da Ordem Nacional do Mérito Científico.
Possui mais de 1.357 artigos em revistas internacionais do mundo, ao passo que tem mais de 10.115 citações em revistas, com mais de 1.300 trabalhos em congressos nos últimos 13 anos Desenvolveu mais de 42 projetos e convênios com os governos Federal e Estadual, e também com empresas (só com a CSN foram mais de 45 Projetos). Orientou e co-orientou mais de 170 teses e dissertações. Recebeu mais de 23 prêmios e menções honrosas. Mantém forte intercâmbio com instituições nacionais e internacionais de pesquisa na Espanha, França, EUA e Itália.

## Dados biográficos
- Graduação em Química em 1969, pela Universidade Estadual Paulista (UNESP).
- Mestrado em Físico-Química em 1975, pela Universidade de São Paulo (USP).
- Doutorado em Físico-Química em 1984, pela Universidade de São Paulo (USP).
- Ganhador do prêmio Honoris Causa pela Universidade Federal da Paraíba (UFPB).
- Ganhador do prêmio "Ciência Tecnologia de São Carlos" (SP) em 2019[13].

## Áreas de pesquisa
O professor Elson Longo da Silva estuda 11 áreas de pesquisa. Sendo elas: nanotecnologia, filmes finos, pigmentos cerâmicos, materiais luminescentes, refratários, cerâmicas, nanomateriais, química teórica, cosmetologia, sensores, varistores e catálise.